# Constance Sibille
Constance Sibille (Sarreguemines, 9 november 1990) is een tennisspeelster uit Frankrijk. Zij begon op achtjarige leeftijd met tennis. Haar favoriete ondergrond is hardcourt. Zij speelt rechtshandig en heeft een tweehandige backhand.

## Loopbaan
Sibille debuteerde in 2006 op het ITF-toernooi van Le Touquet (Frankrijk) – in het enkelspel kwam zij niet voorbij de eerste ronde, maar in het dubbelspel bereikte zij de finale samen met de Luxemburgse Lynn Blau. In 2009 won zij de enkel- en de dubbelspeltitel (aan de zijde van landgenote Elixane Lechemia) op het ITF-toernooi van Équeurdreville (Frankrijk). In de periode 2010–2018 won zij nog vier ITF-enkelspeltitels: in Brussel, Rebecq (België), Bol (Kroatië) en Monastir (Tunesië).
In 2014 beleefde Sibille haar grandslamdebuut toen zij, samen met landgenote Irina Ramialison, door middel van een wildcard werd toegelaten tot het dubbelspeltoernooi van Roland Garros. Zij kwamen niet voorbij de eerste ronde.

## Posities op deWTA-ranglijst
Positie per einde seizoen:
| jaar | rang enkelspel | rang dubbelspel |
| ---- | -------------- | --------------- |
| 2006 | 1036           | –               |
| 2007 | 653            | –               |
| 2008 | 807            | 801             |
| 2009 | 564            | 504             |
| 2010 | 474            | 374             |
| 2011 | 494            | 579             |
| 2012 | 339            | 1231            |
| 2013 | 354            | 562             |
| 2014 | 297            | 658             |
| 2015 | 426            | 262             |
| 2016 | –              | 1250            |
| 2017 | 1042           | –               |
| 2018 | 746            | 777             |

## Resultaten grandslamtoernooien
| Legenda | Legenda                          |
| ------- | -------------------------------- |
| g.t.    | geen toernooi gehouden           |
| l.c.    | lagere categorie                 |
| –       | niet deelgenomen                 |
| G       | uitgeschakeld in de groepsfase   |
| 1R      | uitgeschakeld in de eerste ronde |
| 2R      | uitgeschakeld in de tweede ronde |
| 3R      | uitgeschakeld in de derde ronde  |
| 4R      | uitgeschakeld in de vierde ronde |
| KF      | uitgeschakeld in de kwartfinale  |
| HF      | uitgeschakeld in de halve finale |
| F       | de finale verloren               |
| W       | het toernooi gewonnen            |
| w-v     | winst/verlies-balans             |

### Vrouwendubbelspel
| toernooi        | 2014 | 2015 |
| --------------- | ---- | ---- |
| Australian Open | –    | –    |
| Roland Garros   | 1R   | 1R   |
| Wimbledon       | –    | –    |
| US Open         | –    | –    |